# Under the Mistletoe
Albums de Justin Bieber
My World 2.0 Believe
Singles
Under the Mistletoe est le deuxième album studio du chanteur canadien Justin Bieber. Consacré aux traditionnels chants de Noël, il est sorti le 1er novembre 2011, sous le label Island Records. Il s'est vendu à près de 2 millions d'exemplaires dans le monde.
L'annonce d'une sortie avant la fin de l'année 2011 d'un deuxième album studio et d'un premier album de chants de Noël est faite le 25 août 2011 par Justin Bieber.
La 30 septembre 2011, le nom de l'album et sa pochette sont dévoilés.
L'album comporte des featuring avec Usher, Boyz II Men, Busta Rhymes et The Band Perry. Le 4 octobre 2011, Mariah Carey révèle avoir enregistré avec Justin Bieber la chanson All I Want for Christmas Is You, pour le nouvel opus du chanteur.
Le titre Santa Claus Is Coming to Town sert également de bande originale du film d'animation Mission : Noël.

## Titres
| No  | Titre                                                                      | Auteur                                                       | Producteur(s)  | Durée |
| --- | -------------------------------------------------------------------------- | ------------------------------------------------------------ | -------------- | ----- |
| 1.  | Only Thing I Ever Get for Christmas                                        |                                                              |                | 3:12  |
| 2.  | Mistletoe                                                                  | Justin Bieber, Adam Messinger et Nasri Atweh                 | The Messengers | 3:02  |
| 3.  | The Christmas Song (featuring Usher)                                       |                                                              |                | 3:35  |
| 4.  | Santa Claus Is Coming to Town                                              | John Frederick Coots et Haven Gillespie                      |                | 3:36  |
| 5.  | Fa La La (featuring Boyz II Men)                                           |                                                              |                | 3:05  |
| 6.  | Christmas Love (featuring Usher)                                           | Justin Bieber, Adam Messinger et Nasri Atweh                 | The Messengers | 3:26  |
| 7.  | All I Want for Christmas Is You (featuring Mariah Carey)                   | Mariah Carey et Walter Afanasieff                            |                | 4:00  |
| 8.  | Drummer Boy (featuring Busta Rhymes)                                       |                                                              |                | 3:45  |
| 9.  | All I Want Is You                                                          |                                                              |                | 3:36  |
| 10. | Fa La La (A cappella) (Deluxe edition bonus track) (featuring Boyz II Men) |                                                              |                | 2:55  |
| 11. | Christmas Eve                                                              |                                                              |                | 3:43  |
| 12. | Home This Christmas (featuring The Band Perry)                             |                                                              |                | 3:24  |
| 13. | Silent Night (Deluxe edition bonus track)                                  | Franz Xaver Gruber et Josef Mohr                             |                | 2:49  |
| 14. | Pray (Deluxe edition bonus track)                                          | Rabah rahmoune, Adam Messinger, Nasri Atweh et Omar Martinez |                | 3:32  |
| 15. | Someday at Christmas (Deluxe edition bonus track)                          | Ron Miller/Brian Wells                                       |                | 2:53  |

## Certifications
| Pays                       | Certification        | Ventes/Équivalence |
| -------------------------- | -------------------- | ------------------ |
| Australie (ARIA)           | Platine              | 70 000             |
| Brésil (Pro-Musica Brasil) | Platine              | 40 000             |
| Canada (Music Canada)      | 3 × Platine          | 240 000            |
| Danemark (IFPI Danmark)    | 2 × Platine          | 40 000             |
| Espagne (PROMUSICAE)       | Or[réf. à confirmer] | 20 000             |
| États-Unis (RIAA)          | 2 × Platine          | 2 000 000          |
| Irlande (IRMA)             | Platine              | 15 000             |
| Italie (FIMI)              | Or                   | 30 000             |
| Mexique (AMPROFON)         | Platine              | 60 000             |
| Norvège (IFPI Norge)       | Platine              | 20 000             |
| Pologne (ZPAV)             | Or                   | 10 000             |
| Royaume-Uni (BPI)          | Or                   | 100 000            |
| Suède (GLF)                | Or                   | 20 000             |
| Venezuela (APFV)           | Or                   | -                  |